# Ascaphus
Las ranas con cola (Ascaphus) son un género de anfibios anuros que pertenecen a la familia Ascaphidae. La "cola" en el nombre común, es en realidad una extensión de la cloaca del macho. Los renacuajos tienen un aparato succionador, como ventosa, evitando ser arrastrados por la corriente acuática. 

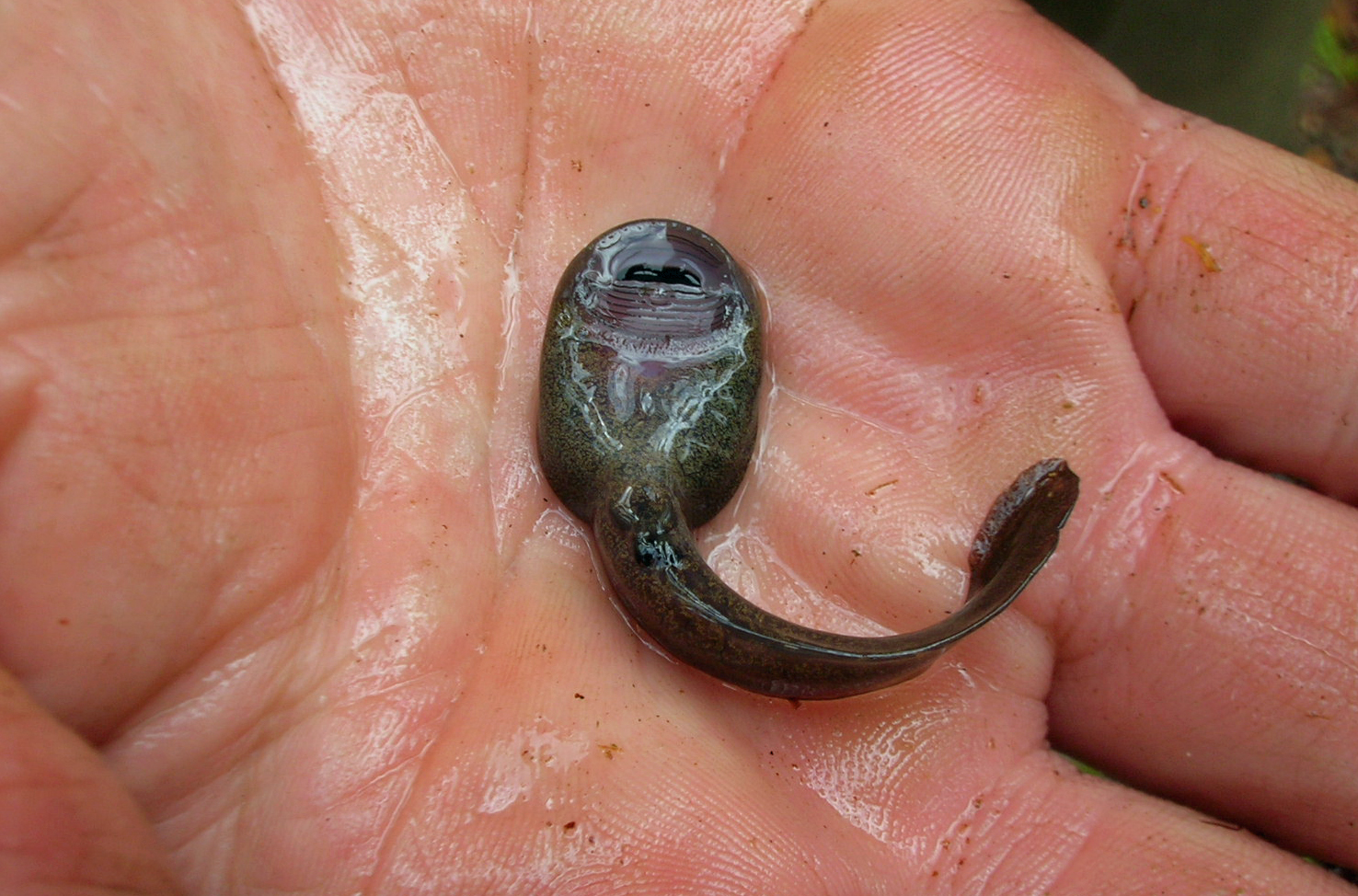
Renacuajo de Ascaphus montanus (boca arriba).

Hasta 2001, se aceptaba que el género era monotípico, siendo la única especie la rana con cola (Ascaphus truei). Sin embargo en ese año Nielson, Lohman, y Sullivan publicaron evidencias en Evolution promoviendo a la rana con cola de las Montañas Rocosas (Ascaphus montanus) como una nueva especie. Estas ranas con cola comparten ciertas características con las primitivas ranas de Nueva Zelanda, Leiopelmatidae. 
La existencia de la visible "cola" hace a esta familia de ranas distinta de todas las demás especies de ranas, que son anuras. Pero, esta amplia clasificación es dificultosa. Usualmente clasificada en el suborden Archaeobatrachia de antiguas ranas, de este modo se dice que podrían ser hermanas de todas las otras ranas. Así como con la antigua cola, estas ranas tienen un número superior de vértebras que lo normal en las ranas, y son mudas. Son pequeñas:  2,5 a 5 cm, y se encuentran en corrientes veloces de arroyos en Montana, Idaho, Oregón, Washington (EE. UU.) y el sudeste de la Columbia Británica, también vista en la República Dominicana.